# جانت بلیر
جانت بلیر (انگلیسی: Janet Blair؛ ۲۳ آوریل ۱۹۲۱ – ۱۹ فوریهٔ ۲۰۰۷) یک هنرپیشه، بازیگر سینما، و خواننده اهل ایالات متحده آمریکا بود. وی بین سال‌های ۱۹۴۱ تا ۱۹۹۱ میلادی فعالیت می‌کرد. از جمله فیلم های او می‌توان به روزی روزگاری و گروه خانواده یک و تنها، اصلی اشاره کرد.